# La tentatrice della Casbah
La tentatrice della Casbah è un film muto francese del 1952 diretto da Pierre Cardinal.

## Trama
Michel raggiunge la casba di Algeri per trovare, dopo otto anni, suo padre. Viene accolto da Maria-Pilar; tra i due nasce un amore folle. Michel è sensibile al tenero amore di Sylvie, ma è ossessionato dalla passione di Maria.